# Ла Барр, Андре де
Андре́ де Ла Барр или Лаба́рр (фр. André de La Barre или André Labarre; 30 ноября 1749 года — 7 июня 1794 года) — французский кавалерийский дивизионный генерал революционной Франции.
В 1791 году произведён в полковники и принял под командование 15-й драгунский полк.
В 1792—1793 годах служил в Италии. 25 июня 1793 года произведён в бригадные генералы.
С 7 января 1794 года дивизионный генерал, командовал конницей в составе восточно-пиренейской армии под началом Дюгомье, вытеснившей испанцев с французской территории. Был смертельно ранен в сражении при Булу.
Имя Ла Барра выбито на памятной бронзовой мемориальной доске в Версальском дворце.